# Beat Lamento
"Beat Lamento" é uma canção da cantora brasileira Daniela Mercury, lançada como primeiro single de seu sexto álbum de estúdio, Sou de Qualquer Lugar (2001).

## Composição
A letra de "Beat Lamento" foi composta por Márcio Mello, misturando a palavra beat (batida) com lamento, fazendo uma analogia da batida do coração com o eletrônico. Tem uma levada samba-rock, de violão combinado com ritmos programados conduzindo uma melodia "dolente", de acordo com Marco Antonio Barbosa do site Cliquemusic.

## Recepção da crítica
"Beat Lamento" recebeu uma resenha positiva de Marco Antonio Barbosa do site Cliquemusic, dizendo que a "nova" Daniela brilhava na faixa.

## Vídeo musical
O vídeo musical acompanhante para "Beat Lamento" foi dirigido por Gualter Pupo, Maraliz e Fábio Soares e lançado em seu site oficial. O clipe foi todo feito à base de computação gráfica. Nele, a cantora transforma-se em uma heroína virtual, em busca de algo em um grande labirinto, onde diversas outras pessoas parecem estar procurando o mesmo que ela.